# Monsieur Vincent
Monsieur Vincent es una película francesa de 1947 acerca del sacerdote y trabajador por la caridad durante el siglo XVII san Vicente de Paúl. Describe su esfuerzo por ayudar a los pobres y su trabajo durante una epidemia de peste negra.
En 1949 fue galardonada con un premio Óscar honorífico como la mejor película de habla no inglesa estrenada en Estados Unidos en 1949.

## Reparto
- Pierre Fresnay
- Aimé Clariond
- Jean Debucourt
- Germaine Dermoz
- Pierre Dux
- Lise Delamare
- Gabrielle Dorziat
- Yvonne Gaudeau
- Jean Carmet
- Michel Bouquet
- Gabrielle Fontan
- Marcel Pérès
- Robert Murzeau
- Francette Vernillat
- Marcel Vallée
- Geneviève Morel
- Georges Cerf
- Yvonne Claudie
- Paul Demange
- André Dumas
- Paul Faivre
- Guy Favières
- Ginette Gaubert
- Charles Gérard
- Jeanne Hardeyn
- Max Harry
- Joëlle Janin
- Maurice Marceau
- Maximilienne
- Marthe Mellot
- Claude Nicot
- Véra Norman
- Alice Reichen
- Nicole Riche
- René Stern
- Jean-Marc Tennberg
- Renée Thorel
- Victor Vina
- Georges Vitray